# Walter Prager
Pour les articles homonymes, voir Prager.
Walter Prager, né le 2 avril 1910 à Davos et mort le 14 mai 1984 à Mountain View, était un skieur alpin suisse originaire d'Arosa. Il est dans les années 1940 naturalisé américain.
Il a été le premier champion du monde de l'histoire de la descente à Mürren en 1931, performance qu'il récidive deux années plus tard à Innsbruck en 1933. Il a par ailleurs remporté le K de diamant, en s'imposant entre autres à l'Arlberg-Kandahar en 1930 et 1933.
Il dirige en 1936 l'école de ski de Stoos puis s'expatrie aux États-Unis pour y entraîner le « Dartmouth Ski Team ».
Après ses succès, il a entraîné au Dartmouth Ski Team aux  à Hanover et entraîne notamment Chiharu Igaya.

## Palmarès

### Championnats du monde
| Épreuve / Édition       | Descente | Slalom | Combiné                          |
| ----------------------- | -------- | ------ | -------------------------------- |
| Mondiaux 1931 Mürren    | Or       | 5e     | Épreuve inexistante à cette date |
| Mondiaux 1933 Innsbruck | Or       | 16e    | 10e                              |

### Arlberg-Kandahar
- K de diamant
- Vainqueur du Kandahar 1930 à Sankt Anton et 1933 à Mürren
  - Vainqueur des descentes 1930 à Sankt Anton et 1933 à Mürren